# لوکا بارباروسا
لوکا بارباروسا (به انگلیسی: Luca Barbarossa) (زاده ۱۵ آوریل ۱۹۶۱) خواننده ایتالیایی است.
او نماینده ایتالیا در مسابقه آواز یوروویژن ۱۹۸۸ بود.